# Orel Dezső
Orel Dezső (1861 – 1923) közösségszervező, lapszerkesztő, jogász, Gyergyószentmiklós rendezett tanácsú város első polgármestere.

## Életrajz
A jogi egyetemen szerzett diplomát. Részt vett Gyergyó közéletében, mint a Tűzoltó Egyesület tagja, majd elnöke. A település jogászaként is ismert volt. A Csíktusnádi székely kongresszuson 1902-ben képviselte e vidéket. A Gyergyó című lap egyik szerkesztője, majd 1907 márciusától főszerkesztője. Vezércikkeire a kiegyensúlyozott hangnem jellemző. 1907 decemberétől 1919 elejéig Gyergyószentmiklós város polgármesteri tisztségét töltötte be. Polgármesterségének több mint egy évtizedes időszakát külön korszakként (Orel korszak) említik. Népszerűségének köszönhetően minden választáson mandátumot nyert. A városszépítési mozgalom a modern városképet szebbé tevő épületek megjelenése az ő polgármestersége idején vált érzékelhetővé. Ebben az időszakban készültek el a város fejlesztési alapját képező felmérési munkák, valamint elkészültek a vízvezeték és csatornázási rendszer tervei (a megvalósítást az első világháború akadályozta). A tágabb értelemben vet Gyergyó érdekeit is felvállalta, Gyergyó önállósítására irányuló mozgalom elkötelezett híve volt. 
Az 1916-os román betörés idején nem hagyta el Gyergyószentmiklóst. Az 1919-es vörös gárdisták lázadásakor igyekezett helytállni. Nem vállalta az eskü letételét a román hatóságoknak, ezért lemondott tisztségéről. Az új hatalom megaláztatásait nehezen viselte. 
A város centenáriumának emlékére Gyergyószentmiklós közössége emléktáblát állított annak a háznak a falára, amelyben lakott. 